# Messaggero Veneto - Giornale del Friuli
 Messaggero Veneto  (le Messager vénète) — sous-titre Giornale del Friuli (Journal du Frioul) — est un quotidien italien, d'Udine, qui diffuse à plus de 50 000 exemplaires de moyenne (sept. 2005). Il appartient au Gruppo Editoriale Espresso (qui publie aussi L'espresso).